# Habrocestum algericum
Habrocestum algericum är en spindelart som beskrevs av Raymond Comte de Dalmas 1920. Habrocestum algericum ingår i släktet Habrocestum och familjen hoppspindlar. Inga underarter finns listade i Catalogue of Life.